# Медицинские ванны

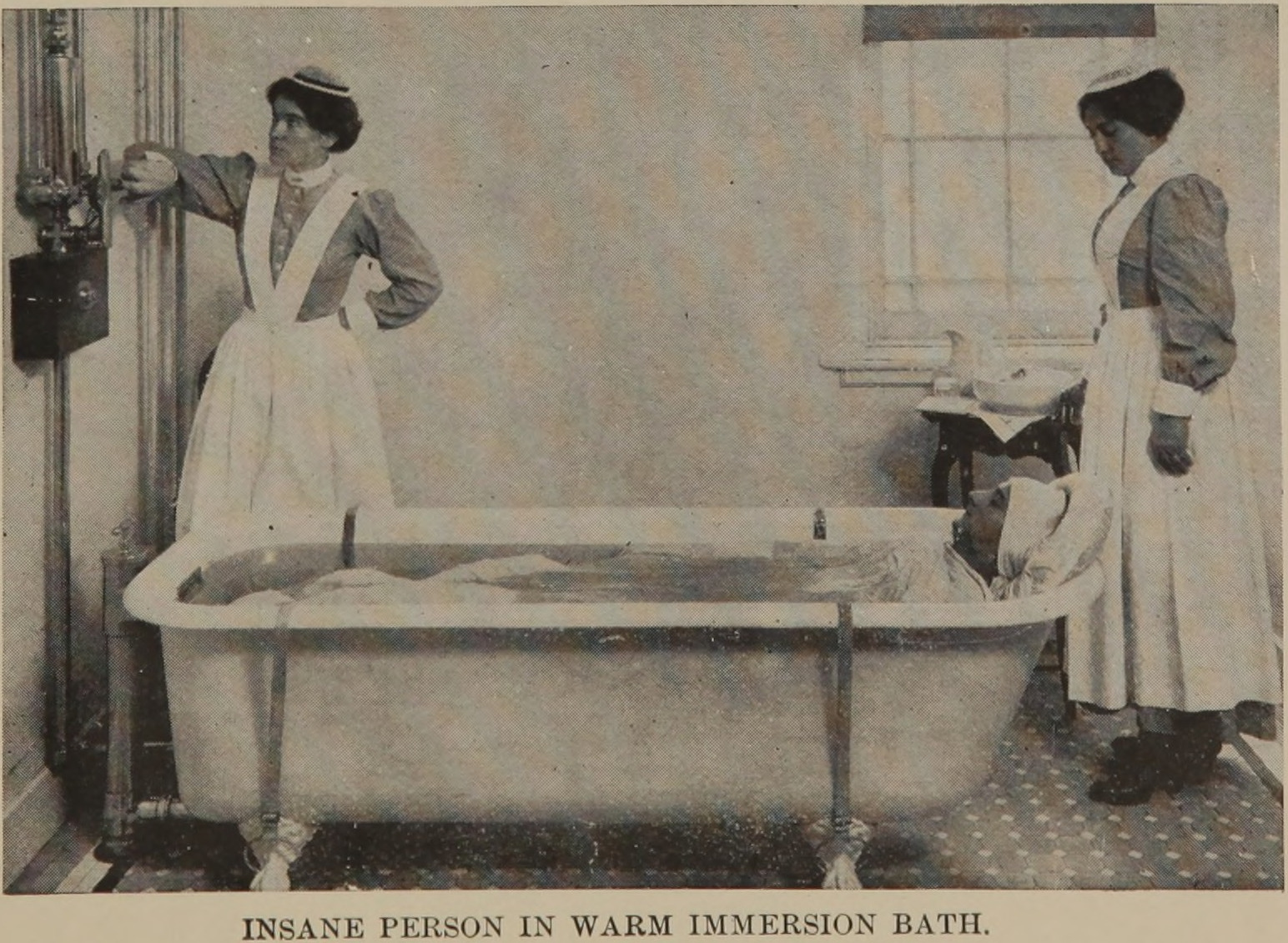
Медсёстры помогают пациенту принять ванну

Медицинские ванны — лечебные или гигиенические процедуры, во время которых тело человека частично или целиком погружается в воду или какую-либо другую среду.

## Виды ванн

Местная ручная ванна
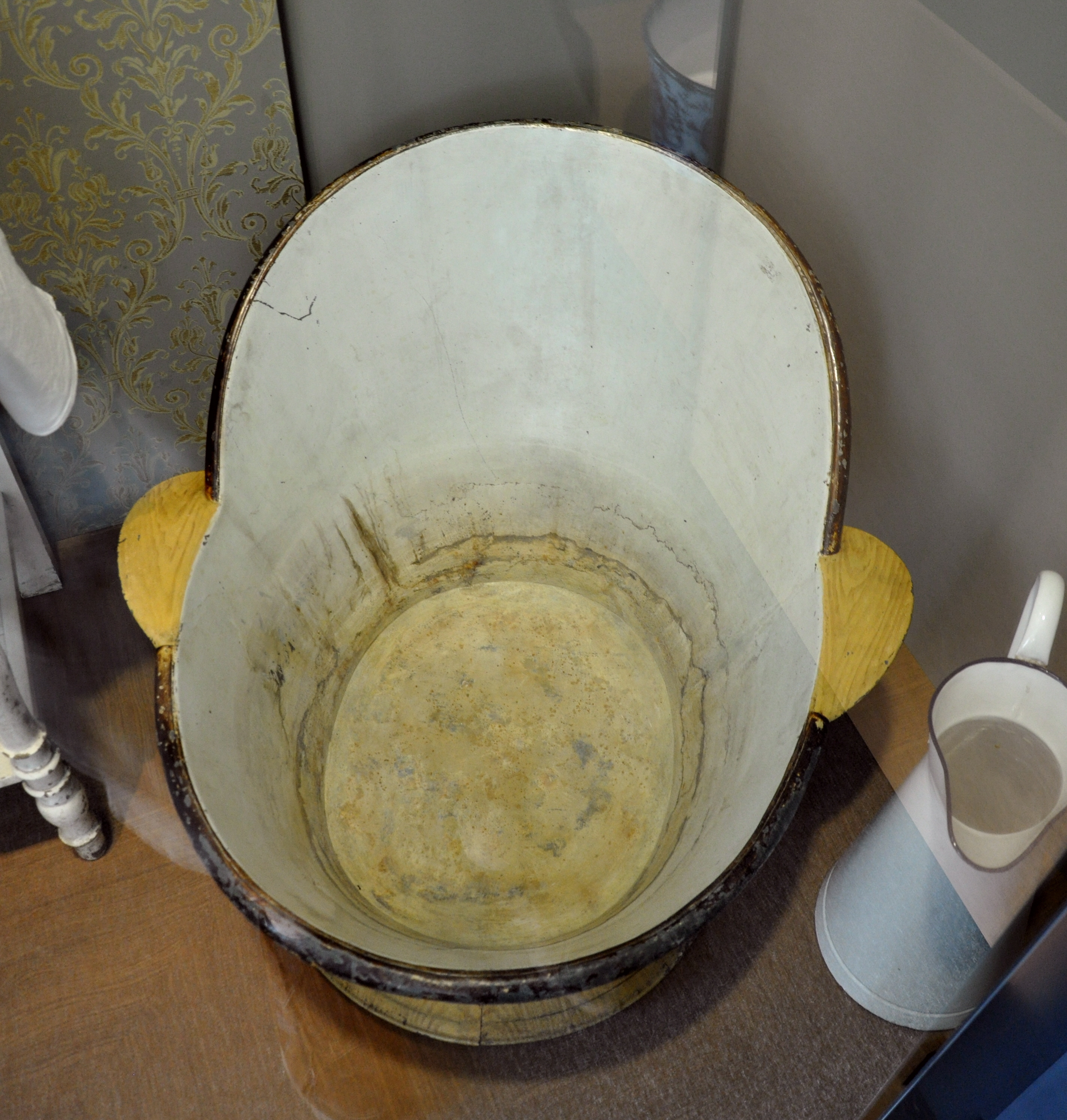
Сидячая ванна

### Среда

#### Водяные
- По температуре воды различают:
  - ванны с постоянной температурой воды: холодные (ниже 20 °C), прохладные (20—33 °С), индифферентной температуры (34—36 °С), тёплые (37—39 °С), горячие (40 °C и выше);
  - ванны с постепенно повышаемой температурой — местные и общие;
  - контрастные ванны — попеременное воздействие холодной (10—24 °С) и горячей (38—42 °С) водой;
  - комбинированные ванны — действие общей ванны сочетаются с действием других физических факторов (например, электричество, вибрация или массаж).

### Продолжительность
- Короткие (1—5 мин.).
- Обычной длительности (10—15 мин.).
- Длительности, несколько большей, чем обычная (20—30 мин.).
- Длительные (несколько часов).

## Действие ванн
- Тонизируют нервную и сердечно-сосудистую системы.
- Стимулируют обмен веществ в организме.
- Сероводородные ванны улучшают клинико-функциональное и психо-эмоциональное состояние при ревматоидных заболеваниях.
- Тёплые ванны в основном применяют для лечения хронических воспалительных заболеваний опорно-двигательного аппарата и периферической нервной системы.
- Ванны индифферентной температуры применяют при заболеваниях сердечно-сосудистой системы, неврозах различного рода.
- Горячие ванны применяют для повышения обмена веществ и при некоторых заболеваниях почек.